# Aksaray, Fatih

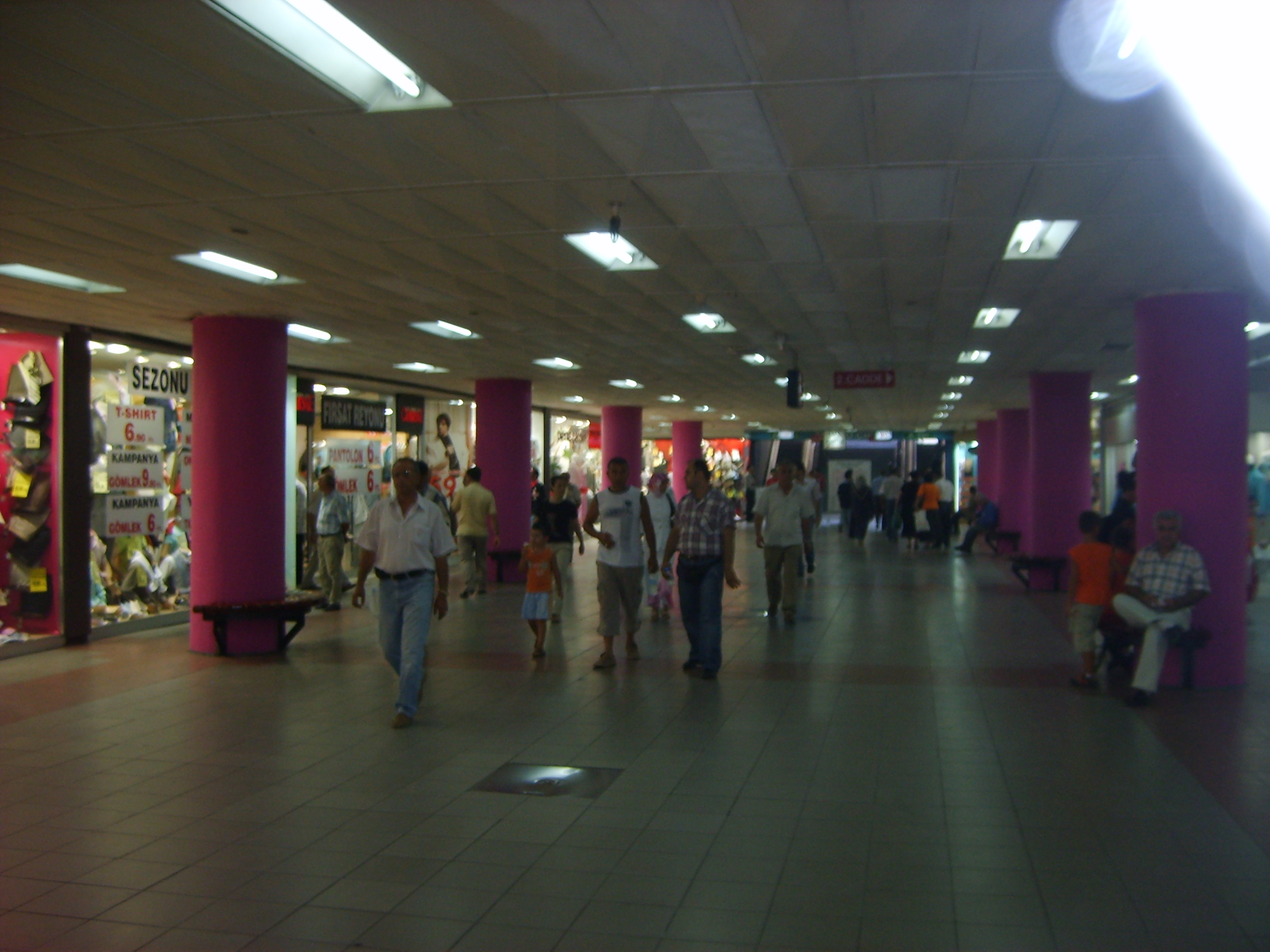
Piața subterană din Aksaray.

Aksaray (literalmente „Palatul Alb” în limba turcă) este un cartier din Istanbul, Turcia. Aksaray face parte din districtul Fatih. Este numit astfel deoarece a fost fondat de migranți din orașul Aksaray aflat în centrul Turciei, deportați acolo în secolul al XV-lea de Mahomed al II-lea pentru a repopula orașul după cucerirea acestuia. De asemenea, se învecinează cu cartierul Eminönü în jurul moscheii Sultan Valide. Aksaray are un aspect modern, cu multe hoteluri și magazine, în majoritate active în comerțul cu Rusia și România.

## Transport
În Aksaray există o stație a liniei M1 (Istanbul LRT), care merge de la Yenikapı la Aeroportul Internațional Atatürk din Yeșilköy. Zona este deservită și de linia de tramvai T1, cu stații la Yusufpasha și Aksaray. Hărțile de transport arată o legătură între stația de tramvai Yusufpasha și stația de metrou Aksaray, dar acest lucru implică o plimbare pe jos deasupra solului cu o lungime de aproximativ 350 de metri pe străzi laterale, sau o plimbare chiar și mai lungă între stația de tramvai numită Aksaray și stația de metrou numită Aksaray.

## Centru pentru trafic sexual
Aksaray este, de asemenea, cunoscut ca un centru al traficului ilegal de tinere femei din România, Republica Moldova și Ucraina. Unele articole din presa turcă au susținut că acest cartier este foarte predispus la prostituție, deoarece este un „pământ al nimănui” între jurisdicția a două poliții învecinate, cea din Fatih și cea din Eminönü.
Cetățenii români care se află în Istanbul sunt sfătuiți de Consultatul General al României din Turcia să ocolească pe cât posibil, în timpul nopții, cartierele Aksaray și Piața Taksim.